# Cyphon luteomaculatus
Cyphon luteomaculatus là một loài bọ cánh cứng trong họ Scirtidae. Loài này được Pic miêu tả khoa học năm 1924.